# سوسن المجالي
سوسن عبد السلام المجالي (1960-) سياسية أردنية. ولدت في مدينة عمان. عضو مجلس الأعيان الأردني السابع والعشرين. حصلت سوسن المجالي على وسام الاستقلال من الدرجة الثالثة.

## التعليم
حصلت سوسن المجالي على درجة بكالوريوس في التمريض من الجامعة الأردنية عام 1981، ثم على ماجستير علوم التمريض من الجامعة الكاثوليكية الأمريكية في الولايات المتحدة عام 1984. أما درجة الدكتوراة فقد حصلت عليها من جامعة ميشيغان عام 1990 وكانت في التمريض السريري.

## العمل
عملت سوسن المجالي مساعدة بحث تدريس في كلية التمريض في الجامعة الأردنية بعد تخرجها عام 1981، ثم مدرّسة في كلية التمريض عام 1984. استمر عملها في الكلية ذاتها إلا أن ترقّت لرتبة أستاذ مساعد عام 1991 ثم أستاذ مشارك عام 2003. إضافة لعملها الأكاديمي، شغلت منصب مديرة مكتب خدمة مجتمع الجامعة الأردنية عام 1999 وأمين عام المجلس الأعلى للسكان بين عامي 2013- 2016.
من المناصب الأخرى التي تولّتها إدارة برنامج التمريض في كلية شؤون الطالبات وكلية دار الحكمة في المملكة العربية السعودية بين عامي 2002 و2010، ومديرة معهد الملكة زين الشرف ونائبة المديرة التنفيذية للتخطيط الاستراتيجي في الصندوق الأردني الهاشمي للتنمية البشرية بين عامي 2010 و2013.